# Rywalizacja Arsenalu i Manchesteru United
Rywalizacja Arsenalu i Manchesteru United to prestiżowa rywalizacja w angielskim futbolu, ponieważ oba kluby posiadają wspaniałą historię i tradycje. Smaczku wielu spotkaniom w ostatnich latach dodawała rzekoma niechęć pomiędzy menadżerami obydwu zespołów - Arsène Wengerem i Sir Alex Fergusonem.
Chociaż oba kluby rozegrały już wcześniej wiele ważnych spotkań, jak na przykład finał FA Cup w 1979 roku, rywalizacja między obydwoma zespołami zaczęła się od spotkania na Old Trafford w 1990 roku,. Alex Ferguson stwierdził jednak, że rywalizacja zaczęła się wcześniej, od meczu rozegranego w styczniu 1987, gdy David Rocastle został wyrzucony z boiska za faul na Normanie Whitesidzie.